# Zofia Kiepuszewska
Zofia Kiepuszewska (ur. 1914 w Gdańsku, zm. 1998 w Bydgoszczy) – polska artystka fotografik, prekursorka nurtu fotografii artystycznej (wraz z mężem Janem Kiepuszewskim), w pierwszych latach po II wojnie światowej. Członkini Związku Polskich Artystów Fotografików (ZPAF), odznaczona tytułem artystycznym AFIAP Międzynarodowej Federacji Sztuki Fotograficznej (FIAP). Współzałożycielka Bydgoskiego Towarzystwa Fotograficznego. Organizatorka kółek fotograficznych w szkołach i wojsku. Autorka dwudziestu wystaw indywidualnych w Polsce, jak również uczestniczka wielu wystaw zbiorowych i międzynarodowych.

## Życiorys
Po śmierci męża Jana Kiepuszewskiego w 1969 roku, Zofia Kiepuszewska pracowała w zaaranżowanym u siebie w domu atelier fotograficznym, przy dawnych Alejach 1 Maja, dzisiejszej ulicy Gdańskiej 64 w Bydgoszczy. Fotografowała wówczas Joannę Kiepuszewską, swoją synową. Na podstawie tych prac, powstał cykl 20 fotogramów „Studium jednej twarzy”. W 1971 roku, można je było oglądać na wystawie indywidualnej Zofii Kiepuszewskiej w bwa Bydgoszcz. W  tym cyklu Zofia Kiepuszewska, będąca od 1953 roku członkinią Związku Polskich Artystów Fotografików (ZPAF), a w 1970 odznaczona tytułem artystycznym AFIAP Międzynarodowej Federacji Fotografików (FIAP), eksperymentowała z obrazem fotograficznym. Przetwarza, deformuje, multiplikuje, zestawia ze sobą, nakłada op-art na fotografię, tnie, skleja, komponuje. Powstaje wtedy m.in. kalejdoskopowa kompozycja z czterech fotogramów, bazująca na centralnej części twarzy obejmującej oczy, nos, usta. Wpisana w tę kompozycję możliwość koła z linii ust układających się na kształt obiektywu przywołują migawkę i jej ruch, a co za tym idzie – w zamierzeniu artystki uzmysławiają nam zmienność i subiektywność widzenia.

## Wystawy indywidualne (wybór)
- Bydgoszcz BWA, Gdańsk (1961)
- Bydgoszcz – Klub „Makrum” (1966)
- Inowrocław, Golub-Dobrzyń (1967)
- Bydgoszcz BWA – „Impresje Jugosłowiańskie”, „Studium twarzy” (1971)
- Koszalin, Słupsk, Świdwin (1972)
- Bydgoszcz BWA – „Bydgoszczanki”
- Bydgoszcz – „Impresje teatralne”, Teatr Polski i Teatr Kameralny (1977)
- Bydgoszcz klub NOT – „Ogród Fauny Polskiej” (1978)
- Bydgoszcz Klub NOT – „Cztery pory roku” (1979)
- Bydgoszcz BWA – „Ludzie 35 -lecia PRL wyróżnieni laurem pokoleń”,  kolor (1979)
- Bydgoszcz foyer Filharmonii Pomorskiej – „Secesja Bydgoska” (1980)
- Bydgoszcz Klub P.O.W. – „Impresje Jugosłowiańskie” (1983)
- Toruń, Mała Galeria Fotografiki – „Portret” (1984)
- Bydgoszcz, Mały Salon – „Portret” (1984)

## Wystawy zbiorowe (wybór)
- Okręgowe Wystawy Fotografiki Bydgoszcz, Toruń (1954, 1956-59, 1962, 1967, 1972)
- Ogólnopolska Wystawa Fotografiki ZPAF, Warszawa (1959, 1962, 1970)
- Salon Fotografików Polski Północnej, Sopot (1962, 1964, 1966, 1968, 1970, 1972)
- Ogólnopolska Wystawa Izohelii, Wrocław, 1960
- Ogólnopolska Wystawa Marynistyczna, Gdańsk (1971)
- „Temat Muzyczny w fotografice”, Bydgoszcz (1971)
- „Ziemia bydgoska w malarstwie, grafice i fotografice”, Bydgoszcz BWA (1972)
- Poplenerowa wystawa „Międzynarodowego pleneru ZPAP okr. bydgoskiego - reportaż z pleneru” – BWA Bydgoszcz (1972)
- Poplenerowa wystawa „Toruń 750” – BWA, Toruń (1983)

## Wydane publikacje (wybrane wydawnictwa)
- ,,Portret", Mała Galeria Fotografiki ZPAF Okręg Toruńsko-Bydgoski, Toruńskie Towarzystwo Kultury (1984)